# John Irvin
John Irvin est un réalisateur britannique né le 7 mai 1940 à Newcastle upon Tyne.

## Filmographie

### Cinéma
- 1967 : Mafia No!
- 1967 : Bedtime
- 1981 : Les Chiens de guerre (The Dogs of War)
- 1981 : Le Fantôme de Milburn (Ghost Story)
- 1984 : Champions
- 1985 : Turtle Diary
- 1986 : Le Contrat (Raw Deal)
- 1987 : Hamburger Hill
- 1989 : Un flic à Chicago (Next of Kin)
- 1991 : Eminent Domain
- 1991 : Robin des Bois (Robin Hood)
- 1994 : Freefall
- 1994 : Parfum de scandale (Widows' Peak)
- 1995 : Amours et Jalousies (A Month by the Lake)
- 1997 : City of Crime (City of Industry)
- 2000 : Coup pour coup (Shiner)
- 2001 : Vengeance secrète (The Fourth Angel)
- 2003 : The Boys from County Clare
- 2005 : Dot.Kill (nl)
- 2005 : The Fine Art of Love
- 2007 : The Moon and the Stars
- 2008 : The Garden of Eden (en)
- 2012 : Monte Cassino

### Télévision
- 1966 : East of Howerd
- 1974 : Possessions
- 1974 : The Nearly Man (série télévisée)
- 1977 : Hard Times (série télévisée)
- 1979 : La Taupe (en) (feuilleton TV)
- 1986 : Haunted: The Ferryman
- 1996 : Crazy Horse
- 1998 : When Trumpets Fade
- 1999 : L'Arche de Noé (Noah's Ark)